# Albert Fish
Hamilton Howard „Albert” Fish (n. 19 mai 1870, Washington, D.C., District of Columbia, SUA – d. 16 ianuarie 1936, Ossining, New York, SUA) a fost un criminal în serie american, violator, agresor de copii și canibal care a comis cel puțin trei crime asupra a trei copii din iulie 1924 până în iunie 1928. El era cunoscut și sub numele de The Grey Man, Vârcolacul din Wysteria, Vampirul din Brooklyn, Maniacul Lunii și The Boogey Man.
Fish a fost suspect în cel puțin cinci crime în timpul vieții sale. El a mărturisit trei crime pe care poliția le-a putut urmări până la o omucidere cunoscută și a mărturisit că a înjunghiat cel puțin alte două persoane. Fish s-a lăudat odată că „a omorât câte un copil în fiecare stat” și la un moment dat a declarat că numărul victimelor sale a fost de aproximativ 100. Cu toate acestea, nu se știe dacă se referea la violuri sau canibalism și nici dacă declarația a fost adevărată.
Fish a fost reținut pe 13 decembrie 1934 și judecat pentru răpirea și uciderea lui Grace Budd. A fost condamnat și executat pe scaunul electric la 16 ianuarie 1936, la vârsta de 65 de ani. Ultimele sale cuvinte au fost „Nici măcar nu știu de ce mă aflu aici”.